# Montcornet (Aisne)
Montcornet – miejscowość i gmina we Francji, w regionie Hauts-de-France, w departamencie Aisne.
Według danych na styczeń 2014 roku gminę zamieszkiwało 1520 osób, a gęstość zaludnienia wynosiła 264,8 osób/km².